# Laia Sanz

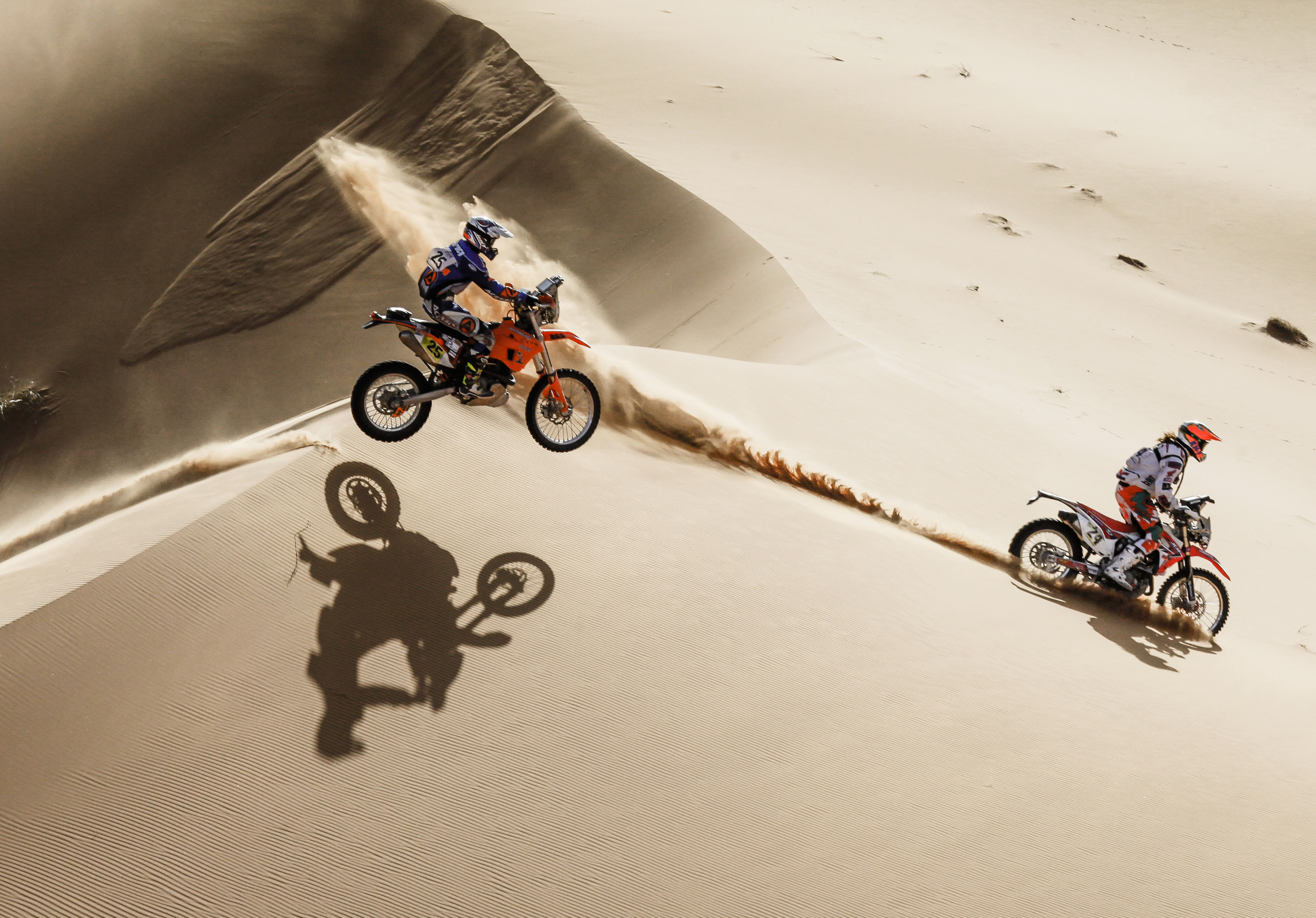

Laia Sanz Pla-Giribert (Corbera de Llobregat, 11 dicembre 1985) è una pilota motociclistica e pilota automobilistica spagnola di trial, enduro, rally e motocross.

## Carriera
Dal 2011 ha preso parte a undici edizioni della Dakar in moto, negli anni successivi ha partecipato sulle auto. Ha vinto tredici volte il mondiale femminile di Trial e dieci volte europeo femminile di Trial.
Fa parte della squadra femminile spagnola nel Trial des Nations, aiutando la squadra a vincere l'evento cinque volte (2000, 2002, 2008, 2010, 2011).
Nel 2010, ha partecipato per la prima volta al Campionato mondiale femminile di enduro. Nel 2011, ha partecipato per la prima volta alla Dakar, vincendo la categoria femminile nelle moto e finendo al 39º assoluta.

## Riconoscimenti
- Sportiva spagnola dell'anno 2006[2]
- Ordine reale del merito sportivo 2013[3]

## Risultati nel Rally Dakar
| Anno | Classe | Scuderia                    | Vettura                  | Pos. | TV |
| ---- | ------ | --------------------------- | ------------------------ | ---- | -- |
| 2011 | Moto   |                             |                          | 39°  | 0  |
| 2012 | Moto   | 39°                         | 0                        |      |    |
| 2013 | Moto   | Gas Gas                     | GasGas EC 450 Rally      | 93°  | 0  |
| 2014 | Moto   | KH-7 Honda                  | Honda CRF 450 Rally      | 16°  | 0  |
| 2015 | Moto   | Team HRC                    | Honda CRF 450 Rally      | 9°   | 0  |
| 2016 | Moto   | KTM Factory Team            | KTM 450 Rally Replica    | 15°  | 0  |
| 2017 | Moto   | KTM Factory Team            | KTM 450 Rally Replica    | 16°  | 0  |
| 2018 | Moto   | KTM Factory Team            | KTM 450 Rally Replica    | 12°  | 0  |
| 2019 | Moto   | KTM Factory Team            | KTM 450 Rally Factory    | 12°  | 0  |
| 2020 | Moto   | GasGas Factory Racing       | KTM 450 Rally Replica    | 18°  | 0  |
| 2021 | Moto   | GasGas Factory Racing       | GasGas 450 Rally Factory | 17°  | 0  |
| 2022 | Auto   | X-raid Mini JCW Team        | Mini All4 Racing         | 23°  | 0  |
| 2023 | Auto   | Astara Team                 | Astara Concept 01        | 32°  | 0  |
| 2024 | Auto   | Astara Team                 | Astara CR6-T             | 15°  | 0  |
| 2025 | Auto   | Century Racing Factory Team | Century CR6-T            | Rit  | 0  |